# Ultraleichtfluggelände Mittelfischach

i7
i11
i13
Das Ultraleichtfluggelände Mittelfischach liegt im Ortsteil Mittelfischach der Gemeinde Obersontheim im Landkreis Schwäbisch Hall in Baden-Württemberg. Der Platzhalter und Betreiber ist der Ultraleicht-Flugsportverein Fischachtal e. V.

## Lage
Das Ultraleichtfluggelände liegt etwa 3 km südwestlich der Dorfmitte von Obersontheim zwischen dem Dorf Mittelfischach und der Aussiedlerhofgruppe Breitenbach in der rechten Aue der Fischach.

## Flugbetrieb
Das Ultraleichtfluggelände besitzt eine Betriebsgenehmigung für Ultraleichtflugzeuge, Motorschirme, Hängegleiter, Gleitflugzeuge, Gleitsegel und Segelflugzeuge. Als Startarten sind Eigenstart für motorgetriebene Luftfahrzeuge und Ultraleichtflugzeugschlepp zugelassen. Das Ultraleichtfluggelände ist mit einer nördlich gelegenen, 500 m langen und 30 m breiten Start- und Landebahn aus Gras (Richtung 15/33) und einer südlich gelegenen, 390 m langen und 30 m breiten Start- und Landebahn aus Gras (Richtung 16/34) ausgestattet. Es darf jeweils nur die sich in Betrieb befindliche Start- und Landebahn benutzt werden. Das Ultraleichtfluggelände darf nur von Mitgliedern des Platzhalters angeflogen werden. Ausnahmen sind nur nach vorheriger Zustimmung (PPR) durch den Platzhalter möglich.

## Geschichte
Das Ultraleichtfluggelände Mittelfischach wurde am 28. November 2002 mit der Ultraleicht-Flugsportgruppe Schwäbisch Hall e. V. als Platzhalter genehmigt. Die Betriebsaufnahme wurde am 5. Januar 2006 gestattet. Die Ultraleicht-Flugsportgruppe Schwäbisch Hall e. V. wurde am 8. März 1985 gegründet. Im Januar 2006 wurde der Ultraleicht-Flugsportverein Fischachtal e. V. als Nachfolgeverein gegründet. Er übernahm die Platzhalterschaft vom Vorgängerverein, welcher im März 2006 aufgelöst wurde.

## Zwischenfälle
Am 24. April 2018 startete ein 66-jähriger Pilot mit einem Ultraleichtflugzeug des Typs Airlony Skylane am Ultraleichtfluggelände Mittelfischach, um Platzrunden im Alleinflug zu üben. Das Ultraleichtflugzeug hob in einem flachen Winkel ab und ging dann in einen Steigwinkel von fast 70° über. Es kippte daraufhin aus etwa 60 m Höhe nach vorn ab, rollte dabei nach links, prallte mit leichter Rückenlage etwa 450 m hinter der Schwelle der Piste 33 auf den Boden und geriet in Brand. Der Pilot wurde tödlich verletzt und das Ultraleichtflugzeug zerstört.